# شهرستان گولیانتسی
شهرستان گولیانتسی (به بلغاری: Gulyantsi Municipality) یک شهرستان در بلغارستان است که در استان پلون واقع شده‌است. شهرستان گولیانتسی ۴۵۸ کیلومتر مربع مساحت و ۱۳٬۵۶۱ نفر جمعیت دارد.